# Geminiraptor suarezarum

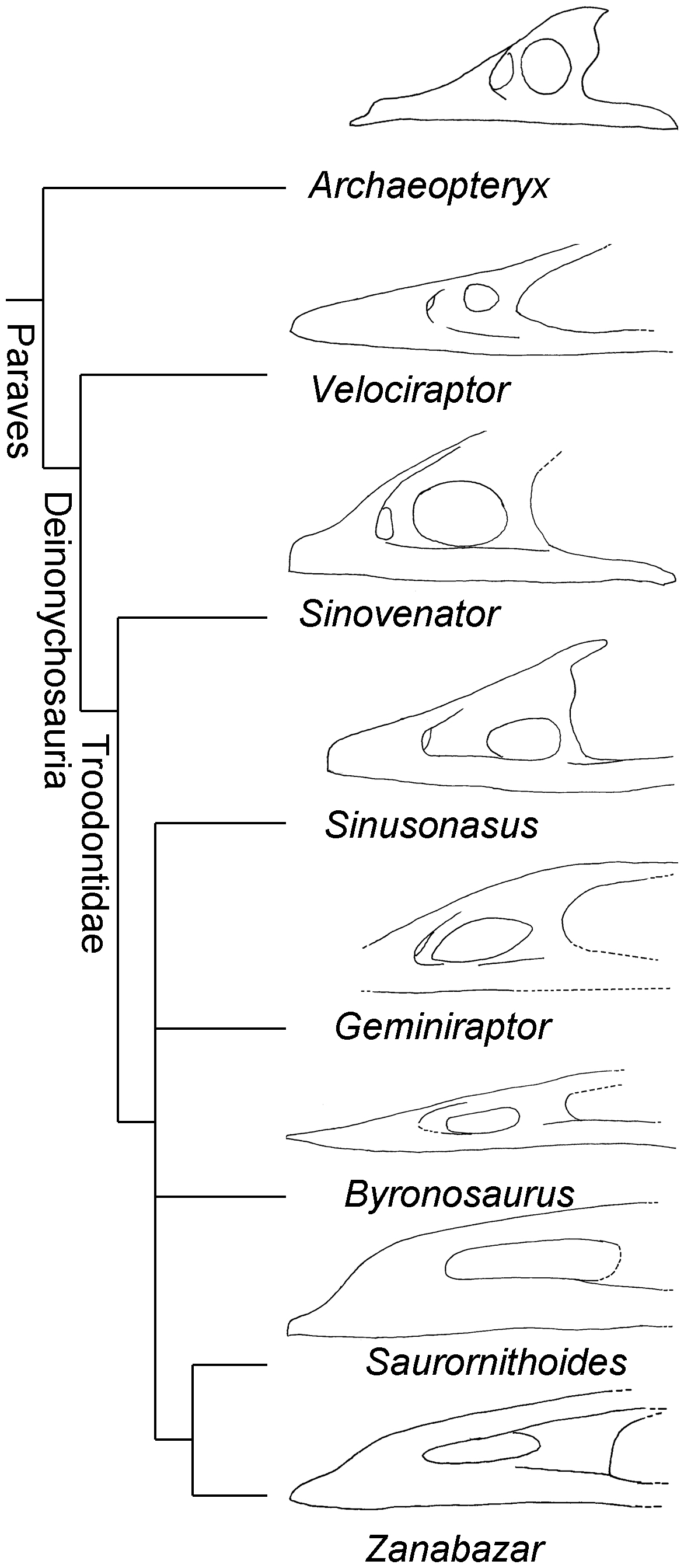
Comparació del maxil·lar de Geminiraptor amb el d'altres paravians.

Geminiraptor suarezarum és una espècie de dinosaure troodòntid que va viure al Cretaci inferior (?Barremià inferior) en el que actualment és Utah, EUA. Es coneix a partir del maxil·lar CEUM 7319, recuperat del membre inferior de Yellow Cat de la formació de Cedar Mountain, que data d'almenys el Barremià inferior (fa uns 130 milions d'anys). El Geminiraptor fou anomenat per Phil Senter, James I. Kirkland, John Bird i Jeff A. Bartlett l'any 2010. És l'espècie tipus del gènere Geminiraptor. El nom específic fa referència a les doctores Celina i Marina Suarez, les geòlogues bessones que van descobrir el lloc de Suarez. El nom genèric prové del llatí geminae ("bessons", en honor de les germanes Suarez) i raptor ("lladre").